# After Sex (2007)
After Sex is een Amerikaanse film uit 2007. De film werd geregisseerd en geschreven door Eric Arnadio. Op 14 februari 2007, Valentijnsdag, ging de film in première. 

## Verhaal
Acht paren worden van dichtbij in hun doen en laten gevolgd, vooral op de momenten dat zij net seks met elkaar gehad hebben. Seks wordt gebruikt als achtergrond om intimiteit en kwetsbaarheid bloot te leggen van mensen en hun liefdesrelaties. 

## Rolverdeling
- Marc Blucas - Christopher
- Charity Shea - Leslie
- Tanc Sade - Freddy
- Noel Fisher - Jay
- Natalie Marston - Kristy
- Dave Franco - Sam
- Mila Kunis - Nikki
- Zoe Saldana - Kat
- Jeanette O'Connor - Trudy
- John Witherspoon - Gene
- Timm Sharp - Neil
- James DeBello - Bob
- Emmanuelle Chriqui - Jordy
- Keir O'Donnell - David
- Jose Pablo Cantillo - Marco
- Taryn Manning - Alanna
- Jane Seymour - Janet
- Mariah Bruna - Raya
- Alexandra Cheron - Jennifer